# سلاح عریان سی و سه و یک‌سوم: آخرین اهانت
سلاح عریان ۳۳۱⁄۳: آخرین اهانت (به انگلیسی: Naked Gun 33⅓: The Final Insult) یا سلاح عریان ۳ فیلم کمدی جنایی محصول سال ۱۹۹۴ و به کارگردانی پیتر سگال است. در این فیلم بازیگرانی همچون لسلی نیلسن، پریسیلا پریسلی، جرج کندی، او.جی. سیمپسون، فرد وارد، کاتلین فریمن، آنا نیکول اسمیت، الن گرین، جیمز ارل جونز، المپیا دوکاکیس، راکل ولچ، جو گریفاسی، بیل اروین، ویرد ال یانکوویچ، ونا وایت، پیا زادورا و مری لو رتون ایفای نقش کرده‌اند.